# Thug Motivation
Thug Motivation è un singolo del rapper statunitense Rod Wave, pubblicato il 27 gennaio 2020 come secondo estratto dal secondo album in studio Pray 4 Love.

## Video musicale
Il video musicale è stato reso disponibile il 13 gennaio 2020.

## Tracce
Testi e musiche di Allen Kelly, Frank Dante Gilliam III e Rodarius Green.
1. Thug Motivation – 2:48

## Classifiche
| Classifica (2020) | Posizione massima |
| ----------------- | ----------------- |
| Stati Uniti       | 115               |